# (5316) Filatov
(5316) Filatov est un astéroïde de la ceinture principale.

## Description
(5316) Filatov est un astéroïde de la ceinture principale. Il fut découvert le 21 octobre 1982 à Naoutchnyï par Lioudmila Karatchkina. Il présente une orbite caractérisée par un demi-grand axe de 3,16 UA, une excentricité de 0,02 et une inclinaison de 14,7° par rapport à l'écliptique.

## Compléments